# Col du Lein
Der Col du Lein (Pas du Lin) ist ein Pass in der Schweiz, der das Rhonetal mit dem Val de Bagnes verbindet. Die Passhöhe beträgt 1658 m ü. M.
Neben asphaltierten Strassen existiert auch ein 2 km langer ungeteerter Abschnitt. Die Streckenlänge zwischen Saxon und Vollèges beträgt 26 km, die Maximalsteigungen liegen bei 12 % (SG 3). Eine dritte Strasse verbindet den Col du Lein Richtung Südwesten über den Col du Tronc und den Col des Planches mit Martigny.
Östlich des Passes liegt der 2473 m hohe Pierre Avoi.

## Bilder

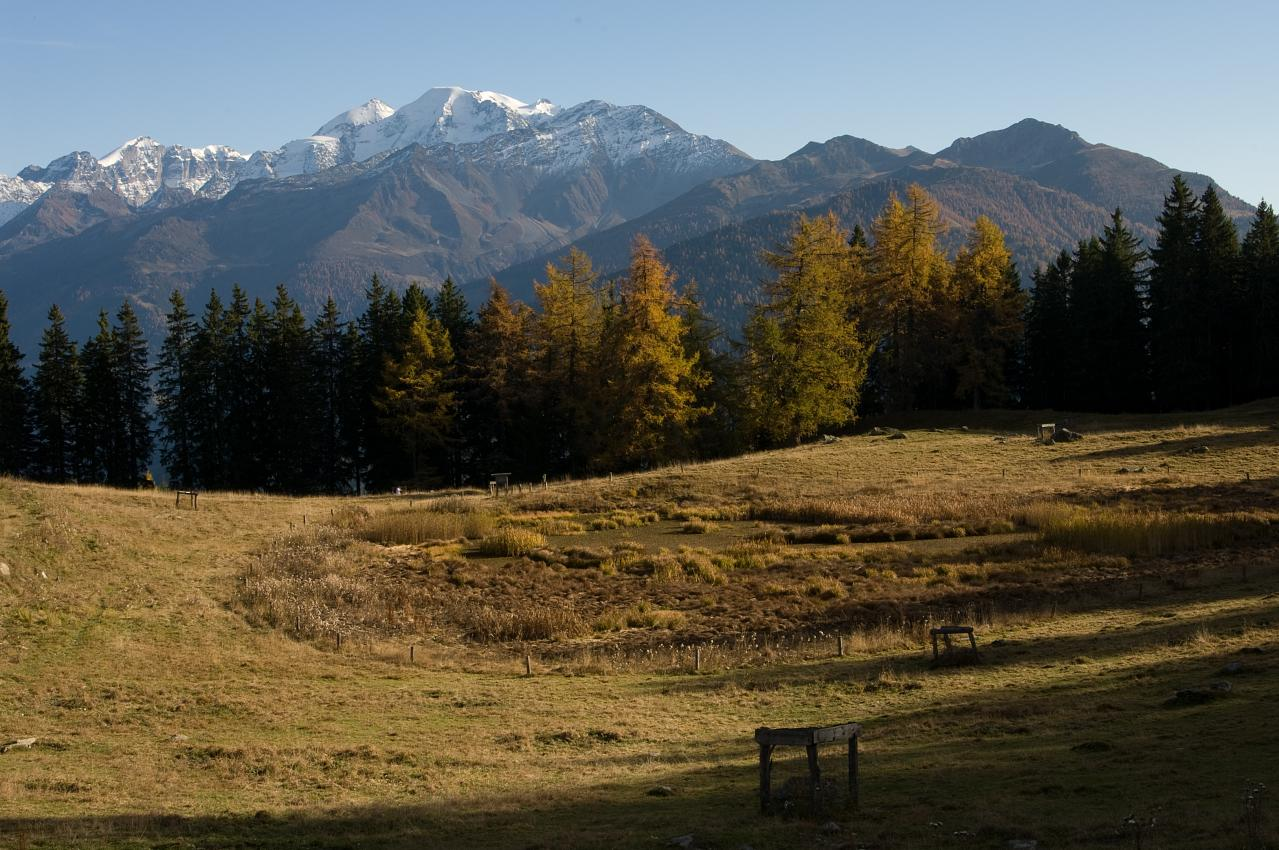
Der Col du Lein, Blick nach Süden
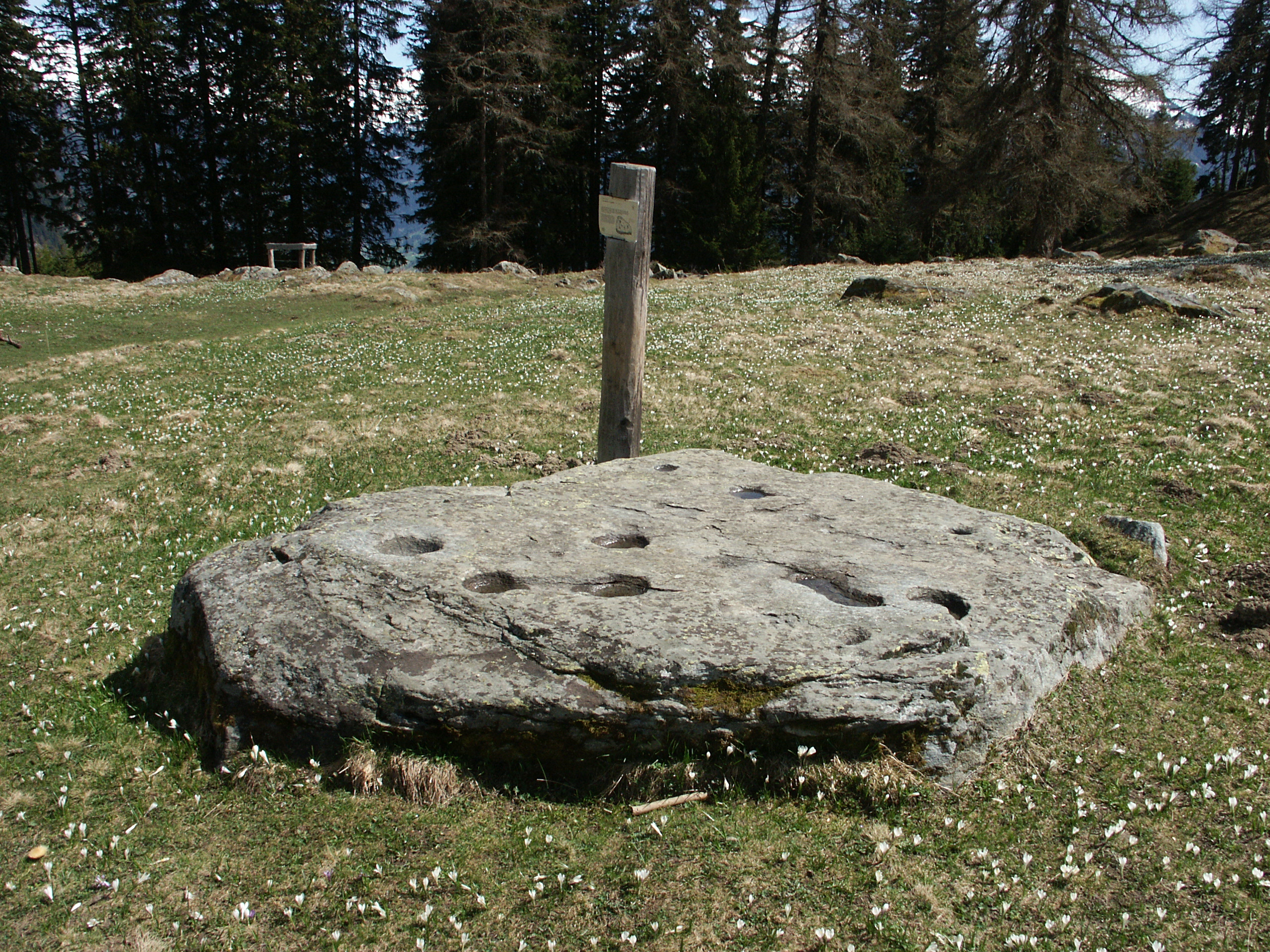
Schalenstein